# جون إتش. فاريل
جون إتش. فاريل هو سياسي أمريكي، ولد في 23 أكتوبر 1919، وتوفي في 20 أبريل 1995. نشط حزبياً في الحزب الديمقراطي. وقد انتخب عضو جمعية ولاية نيويورك ‏ وانتخب عضو مجلس ولاية نيويورك ‏.